# Lex Aternia Tarpeia
Lex Aternia Tarpeia – rzymska ustawa z 454 p.n.e., która ustalała wysokość grzywny, jaką mogli wymierzać rzymscy urzędnicy (magistraci). W razie przekroczenia wysokości kary poszkodowany mógł (od pewnego czasu) dokonać provocatio ad populum.